# Kalldorf
Kalldorf ist ein Ortsteil der Gemeinde Kalletal im Kreis Lippe.

## Geographie
Die tiefste Stelle des Ortes mit 48 m über NN ist gleichzeitig der tiefste Punkt im Kalletal. Dort mündet die Kalle in die Weser.
Kalldorf umfasst auch die Siedlungen Winterberg, Faulensiek, Steinegge, Niedernmühle und Farmke.

## Geschichte
In der Nähe von Kalldorf zeugen Hünengräber der späten Bronzezeit um 700 vor Christus von einer frühen germanischen Siedlung.
1232 wurde Kalldorf als Callenthorp erstmals schriftlich erwähnt. Im 13. Jahrhundert war das Gebiet Kalldorfs größtenteils im Besitz der Ritter von Callendorp, die der Ortschaft ihren Namen gaben. 
1453 errichtete man in Kalldorf eine Glashütte; 1603 folgte eine Papiermühle, die bis 1928 in Betrieb war, und 1779 eine Ölmühle, die bis 1930 in Betrieb war.
Kalldorf wurde am 1. Januar 1969 durch das Lemgo-Gesetz in die Gemeinde Kalletal eingegliedert.

### Einwohnerentwicklung
| Jahr      | 1860 | 1939 | 1962 |
| Einwohner | 868  | 860  | 1119 |
| --------- | ---- | ---- | ---- |

### Ortsname
Neben der Ersterwähnung als Callenthorp sind für die Jahrhunderte folgende Namen belegt: Callendorpe (1238), Callenttorp (1239), Callendorb und Kallendorpe (1240), Calenttorpe (1243), Kallenthorpe (1244), Callenthorpe (1245), Kallendorf (1278), Kalendorpe (1312), Callendarpe (1325), Kallendorppe (1352), Kallendorppe (1487), Kallentorpe (1497, im Landschatzregister), Kallentrup (1504), Kallindorpp (1507, im Landschatzregister), Kallentruppe (1545), Caldorff (1590, im Landschatzregister), Caldorpff und Kaldorff (1615, im Salbuch) und Kalldorf (1626, im Lemgoer Bürgerbuch).

## Bauwerke und Denkmäler
- Haupthaus des Engelsmeierschen Hofes von 1899, heute als Dorfgemeinschaftshaus genutzt
- Zieglerdenkmal von 1988
- Niedernmühle Kalldorf
- Schauwasserrad, 1983 am ehemaligen Standort der Ölmühle Lükensmeier errichtet

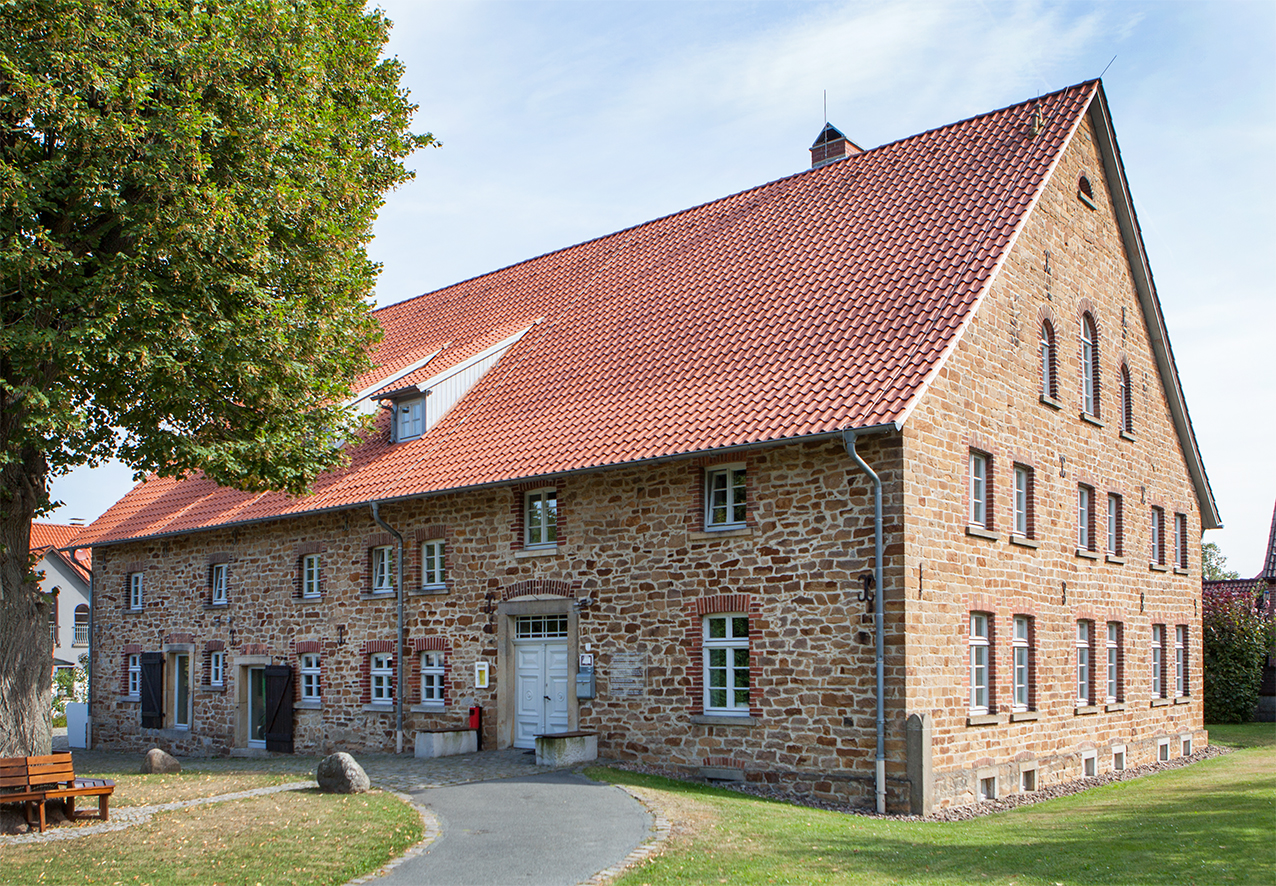
Engelsmeierscher Hof (Dorfgemeinschaftshaus)
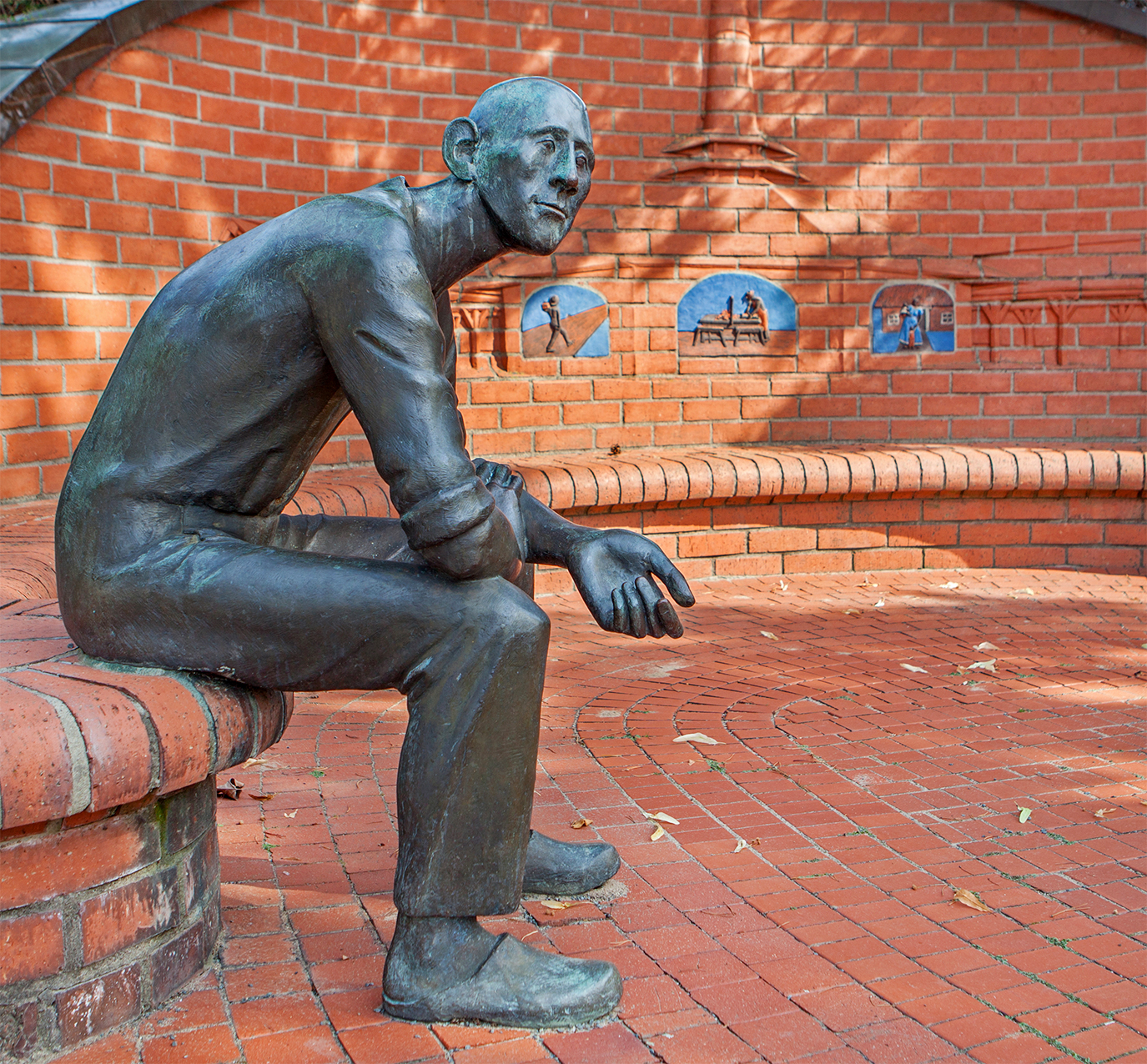
Zieglerdenkmal
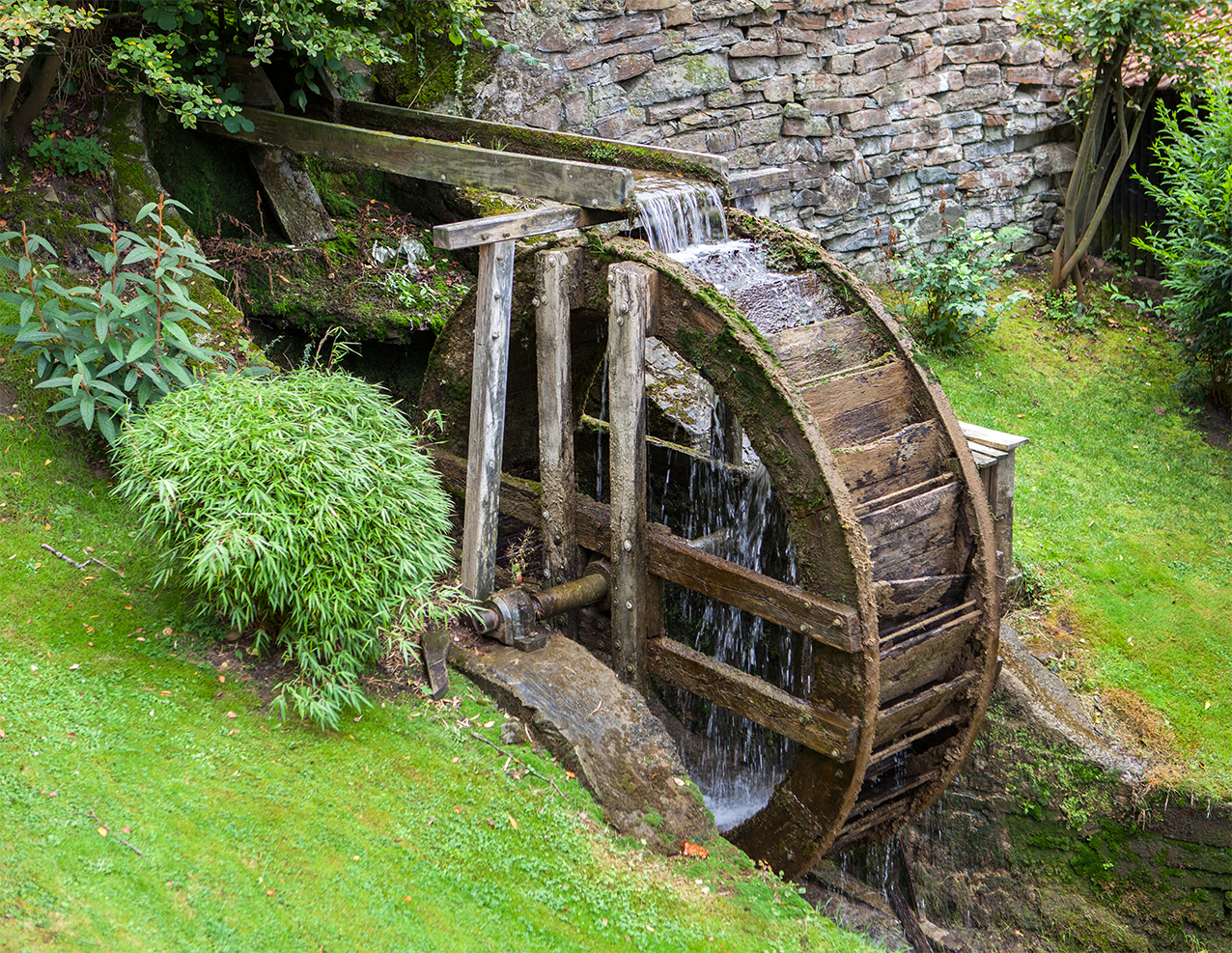
Wasserrad, ehemalige Ölmühle

## Sport
Der SG Kalldorf von 1911 e. V. ist der örtliche Sportverein für Fußball und Breitensport.